# Mayesville
Mayesville is een plaats (town) in de Amerikaanse staat South Carolina, en valt bestuurlijk gezien onder Sumter County.

## Demografie
Bij de volkstelling in 2000 werd het aantal inwoners vastgesteld op 1001.
In 2006 is het aantal inwoners door het United States Census Bureau geschat op 1025, een stijging van 24 (2,4%).

## Geografie
Volgens het United States Census Bureau beslaat de plaats een oppervlakte van
2,7 km², geheel bestaande uit land. Mayesville ligt op ongeveer 42 m boven zeeniveau.

### Plaatsen in de nabije omgeving
De onderstaande figuur toont nabijgelegen plaatsen in een straal van 16 km rond Mayesville.

## Bekende inwoners van Mayesville

### Geboren
- Mary McLeod Bethune (1875-1955), onderwijzeres en burgerrechtenactiviste
- Archie Reese (1956), Americanfootballspeler